# Light bar
Een light bar is een lichtbak die achter op de motorfiets gemonteerd wordt.
Soms zijn hierin zowel rem- en achterlicht als de richtingaanwijzers verwerkt. Soms is de light bar niet meer dan wat stangen waaraan lampjes zijn bevestigd.